# Thibaut Vargas
Thibaut Vargas (Aix-en-Provence, 22 maggio 2000) è un calciatore francese, difensore del Laval.

## Caratteristiche tecniche
È un terzino destro.

## Carriera
Thibaut Vargas è cresciuto nel settore giovanile del Montpellier dove ha firmato il suo primo contratto professionistico il 20 dicembre 2019. Ha debuttato in prima squadra il 19 gennaio 2020 nell'incontro di Coppa di Francia vinto 5-0 contro il Caen ed il 9 febbraio seguente ha esordito anche in Ligue 1 contro il Saint-Étienne.
Nel gennaio del 2021 è stato ceduto al Châteauroux prima in prestito, e nell'estate seguente a titolo definitivo. Il 25 febbraio 2022 ha segnato il suo primo gol da professionista siglando la rete del definitivo 1-1 contro il Bourg-en-Bresse ed il 1º aprile ha messo a segno una doppietta contro il Chambly.
L'11 luglio 2022 ha firmato un contratto annuale con il  Nîmes in Ligue 2. Rimasto svincolato al termine della stagione, il 18 luglio 2023 ha firmato un biennale con il Laval.

## Statistiche

### Presenze e reti nei club
Statistiche aggiornate al 7 aprile 2024.
| Stagione        | Squadra         | Campionato      | Campionato | Campionato | Coppe nazionali | Coppe nazionali | Coppe nazionali | Coppe continentali | Coppe continentali | Coppe continentali | Altre coppe | Altre coppe | Altre coppe | Totale | Totale | Totale |
| Stagione        | Squadra         | Comp            | Pres       | Reti       | Comp            | Pres            | Reti            | Comp               | Pres               | Reti               | Comp        | Pres        | Reti        | Pres   | Reti   |        |
| --------------- | --------------- | --------------- | ---------- | ---------- | --------------- | --------------- | --------------- | ------------------ | ------------------ | ------------------ | ----------- | ----------- | ----------- | ------ | ------ | ------ |
| 2018-2019       | Montpellier 2   | N3              | 4          | 0          |                 | -               | -               |                    | -                  | -                  |             | -           | -           | 4      | 0      |        |
| 2019-2020       | Montpellier 2   | N2              | 11         | 0          |                 | -               | -               |                    | -                  | -                  |             | -           | -           | 11     | 0      |        |
| 2020-gen. 2021  | Montpellier 2   | N3              | 4          | 1          |                 | -               | -               |                    | -                  | -                  |             | -           | -           | 4      | 1      |        |
| 2019-2020       | Montpellier     | L1              | 3          | 0          | CF+CdL          | 1+0             | 0               |                    | -                  | -                  |             | -           | -           | 4      | 0      |        |
| 2020-gen. 2021  | Montpellier     | L1              | 0          | 0          | CF              | 0               | 0               |                    | -                  | -                  |             | -           | -           | 0      | 0      |        |
| gen.-giu. 2021  | Châteauroux     | L2              | 16         | 0          | CF              | 0               | 0               |                    | -                  | -                  |             | -           | -           | 16     | 0      |        |
| ago. 2021       | Montpellier 2   | N2              | 2          | 0          |                 | -               | -               |                    | -                  | -                  |             | -           | -           | 2      | 0      |        |
| 2021-2022       | Châteauroux 2   | N3              | 2          | 1          |                 | -               | -               |                    | -                  | -                  |             | -           | -           | 2      | 1      |        |
| 2021-2022       | Châteauroux     | N1              | 24         | 3          | CF              | 0               | 0               |                    | -                  | -                  |             | -           | -           | 24     | 3      |        |
| 2022-2023       | Nîmes           | L2              | 25         | 1          | CF              | 3               | 0               |                    | -                  | -                  |             | -           | -           | 28     | 1      |        |
| 2023-2024       | Laval           | L2              | 31         | 1          | CF              | 5               | 1               |                    | -                  | -                  |             | -           | -           | 36     | 2      |        |
| Totale carriera | Totale carriera | Totale carriera | 122        | 7          |                 | 9               | 1               |                    | -                  | -                  |             | -           | -           | 131    | 8      |        |